# Artkore
Artkore ist ein Kollaboalbum der österreichischen Rapper Nazar und RAF Camora. Es erschien am 12. März 2010 über D-Bos Label Wolfpack Entertainment.

## Produktion
Auf dem Album sind insgesamt elf Produzenten vertreten. Die meisten Beats sind Werke von RAF Camora selbst, einige Songs wurden vom Duo Beatlefield, bestehend aus Chakuza und DJ Stickle, produziert. Weitere Produzenten auf Artkore sind Beatzarre, Undercover Molotov, Gee Futuristic, X-plosive, Max Mostley, M3 & Noyd, phreQuincy, STI und Abaz.

## Covergestaltung
Auf dem Cover sind RAF Camora links und Nazar rechts als Comicfiguren ohne Pupillen dargestellt, die sich gegenseitig anschreien. Oben befindet sich in Gelb der Titel Artkore. Die Gestaltung ähnelt stark einem Marvel-Cover.

## Gastbeiträge
Auf dem Album befinden sich insgesamt sechs Lieder mit Gastbeiträgen. Auf dem Song 3 Generäle ist der Linzer Rapper Chakuza vertreten. Die österreichische Sängerin Melo-Dee ist im Refrain von Immer mehr zu hören. Weitere Features stammen unter anderem von den K.I.Z-Mitgliedern Maxim und Tarek auf 4 Sterne Deluxe. Fler ist zudem auf dem Lied Hör mal wer da hämmert vertreten, der Mannheimer Rapper Sprachtot auf dem Track Zeitgeist.

## Titelliste
| #  | Titel                  | Gastmusiker             | Länge |
| -- | ---------------------- | ----------------------- | ----- |
| 1  | Ouverture              |                         | 1:52  |
| 2  | Wo du nicht bist       |                         | 3:13  |
| 3  | Killabizzz             |                         | 3:04  |
| 4  | Angst                  |                         | 3:43  |
| 5  | Unsterblich            |                         | 2:51  |
| 6  | Frequenz               |                         | 3:23  |
| 7  | 3 Generäle             | Chakuza                 | 3:37  |
| 8  | Terminator Sound       |                         | 2:44  |
| 9  | Immer mehr             | Melo-Dee                | 3:02  |
| 10 | Artkore                |                         | 3:15  |
| 11 | Wild Wild West         |                         | 3:07  |
| 12 | 4 Sterne Deluxe        | Maxim & Tarek von K.I.Z | 3:03  |
| 13 | Zeitgeist              | Sprachtot               | 4:42  |
| 14 | Hör mal wer da hämmert | Fler                    | 3:32  |
| 15 | Wer wir sind           |                         | 3:31  |
| 16 | Reich & schön          |                         | 3:44  |

## Chartplatzierungen und Singles
Artkore stieg am 26. März 2010 auf Platz 33 in die österreichischen Albumcharts ein und verließ die Hitparade bereits in der folgenden Woche wieder. Das Album ist somit der erste Charterfolg überhaupt in RAF Camoras und Nazars Karriere. In den deutschen und schweizerischen Charts konnte sich das Album nicht platzieren.
| ChartsChartplatzierungen | Höchstplatzierung | Wochen |
| ------------------------ | ----------------- | ------ |
| Österreich (Ö3)          | 33 (1 Wo.)        | 1      |

Zum Song Killabizzz wurde im Vorab ein Video veröffentlicht. Später erschien zum Titeltrack Artkore ein weiteres Musikvideo.

## Rezeption
„Die großen Stärken der beiden Rapper und damit die Charakteristik, mit der sie sich von ihren zahlreichen Kollegen abheben, liegen auf anderen Feldern. Thematisch und Punchline-technisch mag das alles 0815 sein, aber die Umsetzung des Ganzen ist dafür auf jeden Fall überragend.
Mit ihrem sehr versierten, variantenreichen Flow können Nazar und RAF voll und ganz überzeugen und begeistern. Diese technische Umsetzung, gepaart mit der harten österreichischen Aussprache der Beiden, ist alles andere als Standard […].“

„Zwar wäre es an dieser Stelle mehr als übertrieben von einem Meilenstein zu reden. Dennoch beweisen RAF Camora und Nazar, dass beide sehr gut miteinander können und Wien aus raptechnischer Sicht in diesen Tagen eine wahre Macht ist. Diese Feststellung und das hervorragende Ende der insgesamt sechzehn Stücke führen zu einem insgesamt stimmigen Album, bei dem man als Befürworter deutschsprachigem Raps nur wenig falsch machen kann.“

„Normalerweise sollte man ein Buch nicht nach seinem Einband beurteilen, doch in der Hülle von ‚Artkore‘ steckt genau das drin, was diese nach außen hin verspricht: irrwitzige, verschiedenste Styles mit den dazu passenden Beats und eine allgemein erzeugte, comichafte Atmosphäre mit einer Menge Witz und Charme sowie gelegentlich nachdenklicheren Ausschweifungen. Definitiv ein kleines Kunstwerk und eine persönliche Überraschung für mich, die bei mir in nächster Zeit noch etwas häufiger aus den Boxen erschallen wird.“